# Strandbad
Als Strandbad bezeichnet man eine Bademöglichkeit an einem Badesee oder Fluss (Flussschwimmbad), wobei den Badegästen ein mehr oder weniger breiter Strand zur Verfügung steht. An manchen Strandbädern ist der Sand auch künstlich aufgeschüttet.

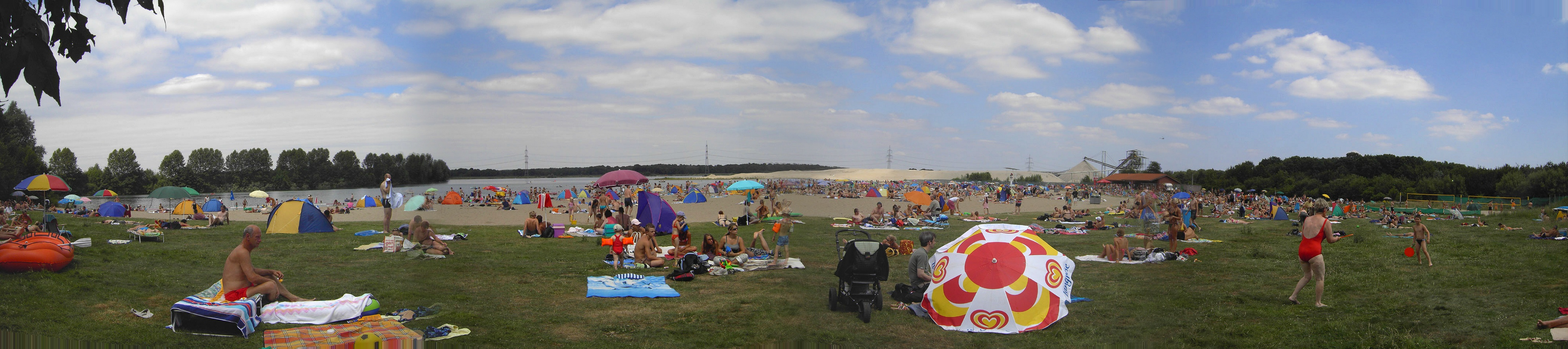
Strandbad am Tenderingssee bei Dinslaken

## Orte
Das erste Strandbad Europas ist das 1908 in Berlin am Wannsee eröffnete Strandbad Wannsee.
Strandbäder befinden sich häufig an Baggerseen, die durch Ausgrabungen von Kies und dem Ansammeln von Wasser entstanden sind. An den Strand schließt sich oft eine Liegewiese an.
Eine andere Bezeichnung für Strandbad ist auch das Seebad, wobei in Deutschland die Bezeichnung Seebad ein Prädikat für Kurorte darstellt, welches von den Bundesländern vergeben wird. Strandbäder befinden sich überwiegend an der Nord- und Ostsee. Das Ostseebad von Flensburg ist offenbar ein Sonderfall. Es ist zwar ein Strandbad, gehört aber nicht zu den besagten Seebädern mit einem Prädikat.

## Nutzung
Meistens werden Strandbäder kommerziell betrieben, also die Sandfläche am Wasser gereinigt, Toilettenanlagen, Umkleidekabinen, Absperrungen und Müllbehälter aufgestellt, Verkaufsräume geschaffen, Rasen angepflanzt etc. Für die Nutzung eines so kommerziell genutzten Strandbades ist in der Regel ein Eintritt zu zahlen. Zur Nutzung ist das Tragen von Badebekleidung allgemein üblich. Manchmal ist jedoch auch Nacktbaden an Strandabschnitten oder der gesamten Strandlänge gestattet. Das Entblößen der weiblichen Brust („oben ohne“) wird in deutschen Strandbädern vielfach toleriert.